# 名簿
名簿（めいぼ）とは、名前の一覧（リスト）のことである。

## 概要
名簿とは、おもに人名をリストにした資料をいう。競走馬の競り名簿など動物を対象にする場合もある。
個人の名前とともにその住所等を記載した名簿は特に「住所録」と呼ばれることもある。掲載内容は、氏名のほか、郵便番号と住所、電話、メールアドレス、その他必要な情報である。
学校、官公庁、企業、趣味のサークルなど、あらゆる集団で作成され、そのメンバーの中で活用される。来賓名簿など、冠婚葬祭行事に出席した記念として書き込むものもある。また、戦没者名簿、合祀名簿、捕虜名簿、移民船の乗船名簿などは、史料または公文書として利用される。
名簿は場合によっては法令で指定された個人情報としての取扱いが求められることもある。
一般家庭では専用のノートや用紙を用いて住所録（アドレスブック）が作成されることも多い。学校の名簿はクラスごとに生年月日や50音順で並べることが多い。企業の名簿では役職順に並んでいることもある。なお、一般家庭や会社などでは電話番号検索用として、五十音順に階段状に綴じられており、それに電話番号を予め氏名の五十音順に振り分けて記入しておき、電話する際に簡単に検索できるようにしたテレホンリストと呼ばれる文具が用いられることもある。
かつて、官公庁職員にお中元・お歳暮を贈ることが盛んだった頃には、関連する企業の営業マンが職員の自宅住所を調べて送っていたが、その際において職員の名簿は貴重な資料だった。現在は表面上はそのようなこともなくなり、職員の名簿も非公開となった。
英語では名簿をリスト(list)、ロースター(roster)、またはロール(roll)という。リストが最も一般的な名簿を示し、ロースターはローテーション勤務の意味合いも持つため、とくに軍隊やスポーツの登録メンバーや故障者リストの場合に用いる。出席簿など点呼のための名簿はロール(roll)といい、点呼することをロール・コール(roll call)、入学したり軍隊に入隊することをエンロール(enroll)という。